# Kriget i Östergötland
Kriget i Östergötland är en svensk svartvit dokumentärfilm i kortfilmsformat från 1906. Filmen skildrar en militärmanöver i Östergötland och premiärvisades den 29 september 1906 på Göteborgs kinematograf.